# 貫索九
貫索九，即北冕座ρ（Rho Coronae Borealis, ρ CrB, ρ Coronae Borealis）是一顆位於北冕座，距離地球約57光年的類太陽黃矮星。這顆和太陽類似的恆星其質量、半徑和光度被認為與太陽幾乎相同。1997年在該恆星旁發現一顆系外行星。有人認為該恆星可能有一顆恆星的伴星，但也有人認為其實是光学双星。

## 恆星性質
北冕座ρ是黃矮星，光譜類型是"G0-2Va"，屬於類太陽恆星。它的質量大約是太陽的95%，半徑是太陽的1.31倍，光度是太陽的1.61倍。它所含比氫重的元素含量大約只有太陽的51~65%（基於鐵的豐度），因此其年齡大約是60億年。
2000年時，喜帕恰斯卫星原始的天文測量資料指出有一顆軌道傾斜角度0.5°的伴星存在，最高質量可達木星的115倍。這樣的質量代表該伴星可能是昏暗的棕矮星，而非行星。但統計分析結果顯示這樣的可能性很低，並且至今尚未被其他觀測確認。

## 行星系統
| 成員 (依恆星距離) | 质量             | 半長軸 (AU)   | 轨道周期 (天)  | 離心率        | 傾角 | 半径 |
| ----------------- | ---------------- | ------------- | -------------- | ------------- | ---- | ---- |
| e                 | 0.0119±0.0017 MJ | 0.1061±0.0011 | 0.0119±0.0014  | 0.126±0.028   | —    | —    |
| b                 | >1.093±0.098 MJ  | 0.229±0.013   | 39.8449±0.0063 | 0.126±0.068   | —    | —    |
| c                 | 0.0887±0.0047 MJ | 0.4206±0.0045 | 102.19±0.25    | 0.0960±0.0535 | —    | —    |
| d                 | 0.068±0.0079 MJ  | 0.827±0.011   | 282.2±3        | 0             | —    | —    |

### 行星
1997年4月24日在北冕座ρ旁發現系外行星北冕座ρb。該行星和母恆星的距離大約只有日地距離的五分之一。北冕座ρb的軌道是圓形，公轉周期40日，質量與木星相當。不過，該行星軌道平面的軌道傾角目前未知，前述值是最小值。如果該行星軌道和星周盤一樣是約46°，它的質量可能達到木星的1.5倍。

### 未確認星周盤
1999年10月，亚利桑那大学的天文學家宣布在北冕座ρ周圍發現類似柯伊伯带的星周盤。該盤最遠延伸到距離北冕座ρ85天文單位之處，超越海王星或冥王星與太陽距離。從地球上觀測它的傾斜角度大約46°。但史匹哲太空望遠鏡以24或70微米波長觀測均無法發現星周盤。

## 外部連結
- . Advanced Fiber Optic Echelle (AFOE). Harvard-Smithsonian Center for Astrophysics.   [2008-07-03]. （原始内容存档于2008-05-10）.
- . The Extrasolar Planets Encyclopedia.   [2008-07-03]. （原始内容存档于2012-05-29）.
- . Extrasolar Visions.   [2008-07-03]. （原始内容存档于2012-05-31）.
  - R CrB Kuiper belt （页面存档备份，存于）
- . Jumk.de.   [2008-07-03]. （原始内容存档于2007-12-24）.
- . SolStation.   [2008-07-03]. （原始内容存档于2008-07-25）.